# Montecalvo Versiggia
Montecalvo Versiggia ist eine Gemeinde (comune) mit 498 Einwohnern (Stand 31. Dezember 2023) in der südwestlichen Lombardei, im Norden Italiens. Die Gemeinde liegt etwa 26 Kilometer südsüdöstlich von Pavia in Oltrepò Pavese und gehört zur Comunità Montana Oltrepò Pavese. (Mit-)Namensgeber der Gemeinde ist der kleine Fluss Versiggia.

## Geschichte
1164 wird Montecalvo erstmals in einer Urkunde Friedrichs I. erwähnt, als dieser die Region Oltrepò den Herren von Pavia übertrug. 